# Кураре
Кураре е една от най-силните старинни южно-американски отрови, приготвяна от кората на растението Strychnos toxifera или Chondrodendron tomentosum.
Индианците от басейна на река Амазонка са намазвали върховете на стрелите си с тази отрова. При раняването на животното губи подвижността си и загива от спирането на дишането.

## Начин на действие
Курарето е конкурентен антагонист на никотинните ацетилхолинни рецептори. Курарето като антагонист заема местата на свързване в ацетинхолиновите рецептори, без да активират тези рецептори. По този начин не може да се извърши активиране на рецептора от същинския агонист на рецептора, т.е. нормалното активиране на рецептора. Ацетилхолина е необходим в предаването на импулсите в синапса между моторните нерви и скелетната мускулатура. По този начин блокирайки това действие, курарето предизвиква парализа на тази мускулатура. В резултат на това смъртта на организма се предизвиква от спирането на дишането чрез парализата на мускулите, отговорни за дишането. В това време централната нервна система остава действаща, както и сърдечният мускул не е засегнат. При този случай при малки дози на отровата е необходимо да се обдишва засегнатия организъм.
Курарето действа при преминаването през кръвта, а не през храносмилателния тракт. Поради това използването на дивеча, убит по този начин за храна не е проблем.

## Приложение в медицината
Първоначалното използване на препарат на базата на курарето D-Tubocurarin е за обездвижването на мускулатурата на вътрешните органи. Във физиологията се използва за обездвижване на експериментални животни.